# Трахипахиды
Трахипахиды (лат. Trachypachidae) — немногочисленное семейство насекомых отряда жесткокрылых, насчитывающее шесть видов в составе двух родов. Наиболее близки к жужелицам. Хищники и падальщики. В России распространён всего один вид — Trachypachus zetterstedti (Gyllenhal, 1827).

## Палеонтология
Являются древнейшим ныне существующим семейством жуков, в ископаемом состоянии известны из отложений конца пермского периода. Трахипахиды в мезозое были гораздо разнообразнее, чем сейчас. Всего известно более 40 ископаемых видов в составе 20 родов.

## Систематика
Trachypachidae Thomson 1857.
- Род Trachypachus Motschulsky, 1844 — Голарктика
- Род Systolosoma Solier, 1849 — Неотропика